# Milin Kamăk
Milin Kamăk (bulgariska: Милин Камък) är en ås i Bulgarien. Den ligger i regionen Vratsa, i den nordvästra delen av landet, 70 km norr om huvudstaden Sofia.